# Аппаково
Аппа́ково (рос. Аппаково, марій. Аппак) — присілок у складі Оршанського району Марій Ел, Росія. Входить до складу Шулкинського сільського поселення.

## Населення
Населення — 141 особа (2010; 159 у 2002).
Національний склад (станом на 2002 рік):
- марі — 95 %